# Romance mudo a la Inmaculada Concepción

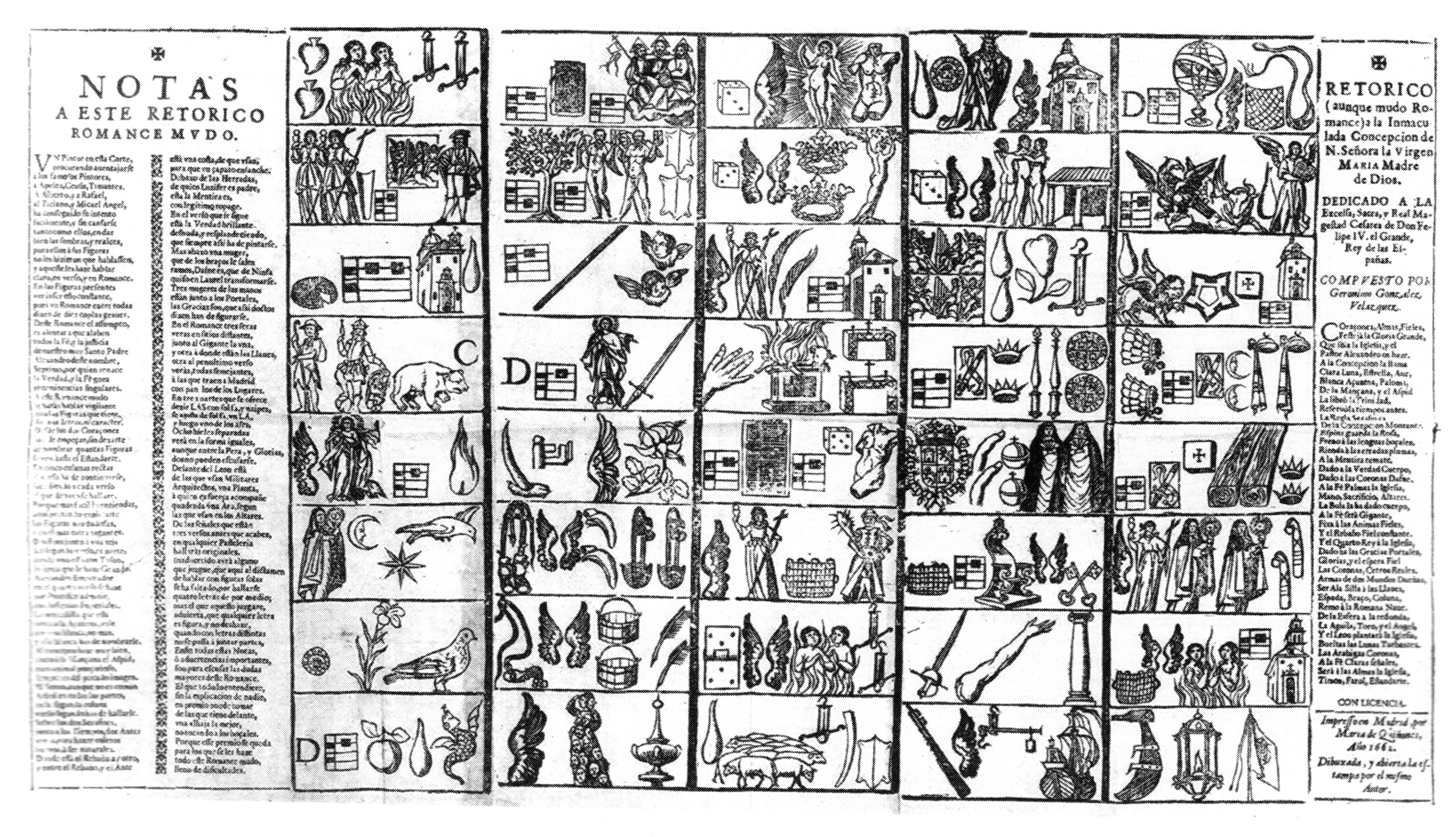
Romance mudo a la Inmaculada Concepción (año 1662). La imagen ampliada revela la relación entre las imágenes jeroglíficas y su interpretación.

Romance mudo a la Inmaculada Concepción es un ejemplo de poesía visual del siglo xvii español, asociado a la literatura de las fiestas y celebraciones populares. Fue compuesto en xilografía por Gerónimo González Velázquez, y publicado en 1662 por María de Quiñónes, en Madrid. Se conservan copias impresas de la entalladura original en la Biblioteca Nacional de Madrid.

## Descripción
Este testimonio de los cartelones jeroglíficos, con un ejemplo de los romances mudos que se reproducían en lienzos, pinturas y grabados, por lo general dedicados a temas religiosos, resulta extremadamente curioso, aunque menos vistoso y colorista que el dedicado a San Antonio de Padua, de época aproximada. La idea de asociar imagen y verso como forma de comunicación literaria debió ser de un insólito alcance didáctico y muy popular.
Está presentado y dispuesto en tres columnas: la izquierda para la leyenda principal, la central para los dibujos del jeroglífico (una especie de compensación visual para sordomudos en la tradición de los romances de ciego), y otra leyenda, con la dedicatoria, presentación o prólogo y mancheta de los artesanos. Tal relato o explicación del misterio de la Inmaculada Concepción resulta, a partir de las viñetas, aún más críptico de lo que pudiera concebirse en su planteamiento habitual.